# Schürzenjäger (Band, 2007)
Die Band Schürzenjäger, bis 2011 Hey Mann! Band, wurde 2009 gegründet und ist die gleichnamige Nachfolgeband der Schürzenjäger (vormals Zillertaler Schürzenjäger). Im Mai 2011 benannte sich die 2009 von Alfred Eberharter sen. und jun. gegründete Hey Mann! Band um und nahm somit den Namen der alten Band an.

## Bandgeschichte
Zwei Jahre nach der Auflösung der Schürzenjäger gründeten Alfred Eberharter senior und junior unter dem Namen „Hey Mann! Band“, der sich aus dem Erkennungsspruch Hey Mann! der Schürzenjäger herleitet, eine neue Band zusammen mit dem neuen Sänger Stevy Wilhelm, Johannes Hintersteiner, Andreas Marberger und Georg Daviotis. Die Band spielt sowohl neu aufgenommene Lieder als auch alte Hits der Schürzenjäger. Es finden auch wieder Konzerttourneen und Open Airs in Finkenberg statt.
Im Mai 2011 wurde bekannt, dass die Band, die stilistisch annähernd die gleiche Musik wie die ehemaligen Schürzenjäger spielt, wieder den alten Bandnamen annehmen wollte und in dieser überwiegend neuen Besetzung im Studio an einem Album arbeitete, welches im September wieder mit dem Bandnamen Schürzenjäger erscheinen sollte. Im August fand in Finkenberg wieder ein Open-Air-Konzert statt, das zunächst als Open Air als Hey Mann! Band geplant war, nun aber das Revival der Schürzenjäger wurde, an das sich eine Tournee anschloss. Die Band trat aber schon seit Juni 2011 bei Auftritten im Fernsehen und bei Konzerten wieder unter dem Namen Schürzenjäger auf. Es kam dabei schon zu Turbulenzen: Ein geplanter Auftritt beim volkstümlichen Schlager-Open-Air am Flumserberg am 31. Juli 2011 musste abgesagt werden, nachdem sich Management und Veranstalter aufgrund der Namensänderung nicht einigen konnten.
2016 verließ Johannes Hintersteiner die Band, um sich in Zukunft eigenen musikalischen Projekten zu widmen. Sein Nachfolger ist Christof von Haniel, der bereits bei den alten Schürzenjägern Keyboard und Akkordeon spielte. 2017 stieg der Gitarrist Georg Daviotis nach acht Jahren aus der Band aus und wurde durch Dennis Tschoeke ersetzt. Im Jahr 2020 beendete Sänger Stefan Stevy Wilhelm sein Engagement in der Band. Als sein Nachfolger wurde Ende 2021 Dominik Ofner bekanntgegeben.

## Diskografie
Alben

| Jahr | Titel                                              | Höchstplatzierung, Gesamtwochen, AuszeichnungChartplatzierungen (Jahr, Titel, Platzierungen, Wochen, Auszeichnungen, Anmerkungen) | Höchstplatzierung, Gesamtwochen, AuszeichnungChartplatzierungen (Jahr, Titel, Platzierungen, Wochen, Auszeichnungen, Anmerkungen) | Höchstplatzierung, Gesamtwochen, AuszeichnungChartplatzierungen (Jahr, Titel, Platzierungen, Wochen, Auszeichnungen, Anmerkungen) | Anmerkungen                                            |
| Jahr | Titel                                              | DE | AT | CH | Anmerkungen                                            |
| ---- | -------------------------------------------------- | --- | --- | --- | ------------------------------------------------------ |
| 2010 | Dann packt uns die Musi                            | — | AT74 (1 Wo.)AT | — | Erstveröffentlichung: 19. März 2010 als Hey Mann! Band |
| 2012 | Es ist wieder Schürzenjägerzeit                    | DE67 (1 Wo.)DE | AT29 (1 Wo.)AT | CH89 (1 Wo.)CH | Erstveröffentlichung: 27. April 2012                   |
| 2017 | Herzbluat                                          | DE89 (1 Wo.)DE | AT25 (2 Wo.)AT | — | Erstveröffentlichung: 6. Oktober 2017                  |
| 2018 | Die Legende lebt – 50 Jahre Rebellion in den Alpen | DE90 (1 Wo.)DE | AT11 (5 Wo.)AT | CH52 (1 Wo.)CH | Erstveröffentlichung: 16. November 2018                |

Weitere Alben
- 2009 Die Freundschaft bleibt (als Hey Mann! Band)
- 2013 Es ist wieder Schürzenjäger Zeit – Live in Finkenberg